# Harry Goaz
Harry Goaz (nacido el 27 de diciembre de 1960) es un actor estadounidense conocido por sus papeles como Deputy Andy Brennan en la serie de televisión dramática, Twin Peaks (1990–1991), y como el Sargento Knight en la serie de televisión de la NBC, Eerie Indiana (1991-2).
Nació en Jacksonville, Carolina del Norte y se crio en Beaumont, Texas. Asistió a la University de Texas en Austin, donde se graduó en bellas artes. También estudió interpretación bajo William Taylor en The Loft Studio en Los Ángeles, California.
Goaz conoció por primera vez a David Lynch mientras conducía al tributo en memoria de Roy Orbison donde Lynch decidió contratarle para el papel de Deputy Andy Brennan en la serie de televisión Twin Peaks. Después continuó con Eerie Indiana, una serie de televisión paranormal creada por Joe Dante. Goaz también ha interpretado papeles en películas independientes, como The Underneath, de Steven Soderbergh.
Su pieza de microrrelato, "Donald's Holy Head", fue publicada en Blacktop Passages en 2013.

## Filmografía
| Año       | Título                        | Papel               | Director                     | Notas              |
| --------- | ----------------------------- | ------------------- | ---------------------------- | ------------------ |
| 1990-1991 | Twin Peaks                    | Deputy Andy Brennan | David Lynch et al.           | 26 Episodios       |
| 1991-1992 | Eerie Indiana                 | Sgt. Knight         | Tim Hunter (director) et al. | 5 Episodios        |
| 1992      | Twin Peaks: Fire Walk with Me | Deputy Andy Brennan | David Lynch                  | Escenas eliminadas |
| 1995      | The Underneath                | Guard Casey         | Steven Soderbergh            |                    |
| 2005      | Deadroom                      | Layton              | James M. Johnston et al.     |                    |
| 2009      | St. Nick                      | Detective           | David Lowery                 |                    |
| 2010      | Earthling                     | Thomas Head         | Clay Lifford                 |                    |